# Fabrik der Offiziere (1960)
Fabrik der Offiziere ist ein deutscher Spielfilm von Frank Wisbar aus dem Jahr 1960, der auf dem im selben Jahr erschienenen gleichnamigen Roman von Hans Hellmut Kirst beruht. Die Geschichte handelt von einem idealistischen Oberleutnant (Helmut Griem in seinem Spielfilmdebüt), der daran scheitert, einen wegen Mordes angeklagten Nazi-Fähnrich zu überführen.
Regisseur Frank Wisbar hatte bereits zuvor mit Haie und kleine Fische (deutscher U-Boot-Krieg), Hunde, wollt ihr ewig leben (Schlacht von Stalingrad) und Nacht fiel über Gotenhafen (Untergang der Wilhelm Gustloff) Filme über Geschehnisse des Zweiten Weltkriegs gedreht.

## Handlung
Eine Heereskriegsschule der Wehrmacht im Zweiten Weltkrieg: Oberleutnant Krafft hat einen ausgeprägten Gerechtigkeitssinn. Dieser hat ihn bei seinen bisherigen Vorgesetzten schon öfters in Misskredit gebracht, und Krafft ist deswegen mehrfach strafversetzt worden. Durch seine neue Position in einer Offizierschule verspricht er sich, den Krieg zu überleben, und versucht, weiteren Konflikten aus dem Weg zu gehen. Krafft wird jedoch von seinem General mit einer Untersuchung betraut – ein Aufsichtsoffizier ist bei einer Pionierübung von einer Sprengladung zerrissen worden. Obwohl der Oberfeldrichter den Tod des Mannes als Unfall wertet, rekonstruiert Krafft die Ereignisse und beweist, dass es sich um einen Mordfall handelt. Der in der Gunst der Partei stehende Fähnrich Hochbauer soll bei der Sprengübung die Zündschnur absichtlich verkürzt haben, woraufhin der Aufsichtsoffizier sich nicht rechtzeitig in Sicherheit bringen konnte.
Krafft eröffnet ein Verfahren gegen den überzeugten Nationalsozialisten Hochbauer und setzt sein Vertrauen in Fähnrich Böhmke, der den Mörder belasten soll. Böhmke, ein Pfarrerssohn, wird aber vom Angeklagten erpresst, und erst nach langem Zögern zieht er seine Falschaussage zurück. Hochbauer begeht daraufhin Suizid, ohne den ihm angelasteten Mord zu gestehen. Der Oberfeldrichter beginnt nach diesem Vorfall die Tatsachen zu verdrehen und versucht, Krafft zu Fall zu bringen – Böhmke habe Hochbauer nur wegen dessen nationalsozialistischer Gesinnung des Mordes beschuldigt, und Oberleutnant Krafft trage Mitschuld an dessen Tod. Daraufhin wird die Wohnung des Generals durchsucht. Es wird belastendes Material entdeckt, das den General als Hochverräter entlarvt, der ein Attentat auf Adolf Hitler mitplante. Böhmke und der General werden verhaftet. Krafft, der keine Bestrafung Böhmkes für dessen Aufrichtigkeit hinnehmen will, greift daraufhin den Richter an und wird von Mitgliedern der Gestapo erschossen. Der tote Hochbauer wird währenddessen als Opfer staatsfeindlicher Umtriebe beigesetzt.

## Sonstiges
Die Innenaufnahmen wurden im Filmatelier Göttingen gedreht. Die Außenaufnahmen entstanden u. a. im Innenhof des Weilburger Schlosses.

## Kritik
„Regisseur Wisbar […] liefert nach der Vorlage von Bestseller-Autor Kirst […] ein durchaus respektables Widerstandsdrama, das über dem Durchschnitt der westdeutschen Filme liegt, die sich in jenen Jahren mit dem Nationalsozialismus befassten, obwohl es mit einigen zeittypischen Mängeln behaftet ist: Die Rollen von ‚Gut‘ und ‚Böse‘ sind allzu eindeutig verteilt; die Rebellion des aufrechten Offiziers ist rein individuell bestimmt, der Weg zu einer politischen Moral (und damit zu einem kritischen Geschichtsbewusstsein) wird nicht aufgezeigt. Eindrucksvoll das Kinodebüt von Helmut Griem.“

„Das Anliegen ist lobenswert, sofern hier der Wahrheit die Ehre gegeben werden soll. Dies ist allerdings bei einem Drehbuch stark zu bezweifeln, das von so herkömmlichen Vorstellungsklischees ausgeht und so simpel schwarzweiß zeichnet wie dieses. Mit einer solchen Fehlleistung überwindet man die Vergangenheit des Dritten Reiches nicht.“